# Baglafechtwever
De baglafechtwever (Ploceus baglafecht) is een zangvogel uit de familie Ploceidae (wevers en verwanten).

## Verspreiding en leefgebied
Deze soort telt 8 ondersoorten:
- P. b. baglafecht: Eritrea en Ethiopië.
- P. b. neumanni: oostelijk Nigeria, Kameroen en de Centraal-Afrikaanse Republiek.
- P. b. eremobius: zuidwestelijk Soedan en noordoostelijk Congo-Kinshasa.
- P. b. emini: zuidoostelijk Soedan, zuidwestelijk Ethiopië en noordelijk Oeganda.
- P. b. reichenowi: oostelijk Oeganda, Kenia en noordelijk Tanzania.
- P. b. stuhlmanni: van oostelijk Congo-Kinshasa en zuidelijk Oeganda tot westelijk Tanzania.
- P. b. sharpii: zuidelijk en zuidwestelijk Tanzania.
- P. b. nyikae: noordoostelijk Zambia en noordelijk Malawi.